# 포대기

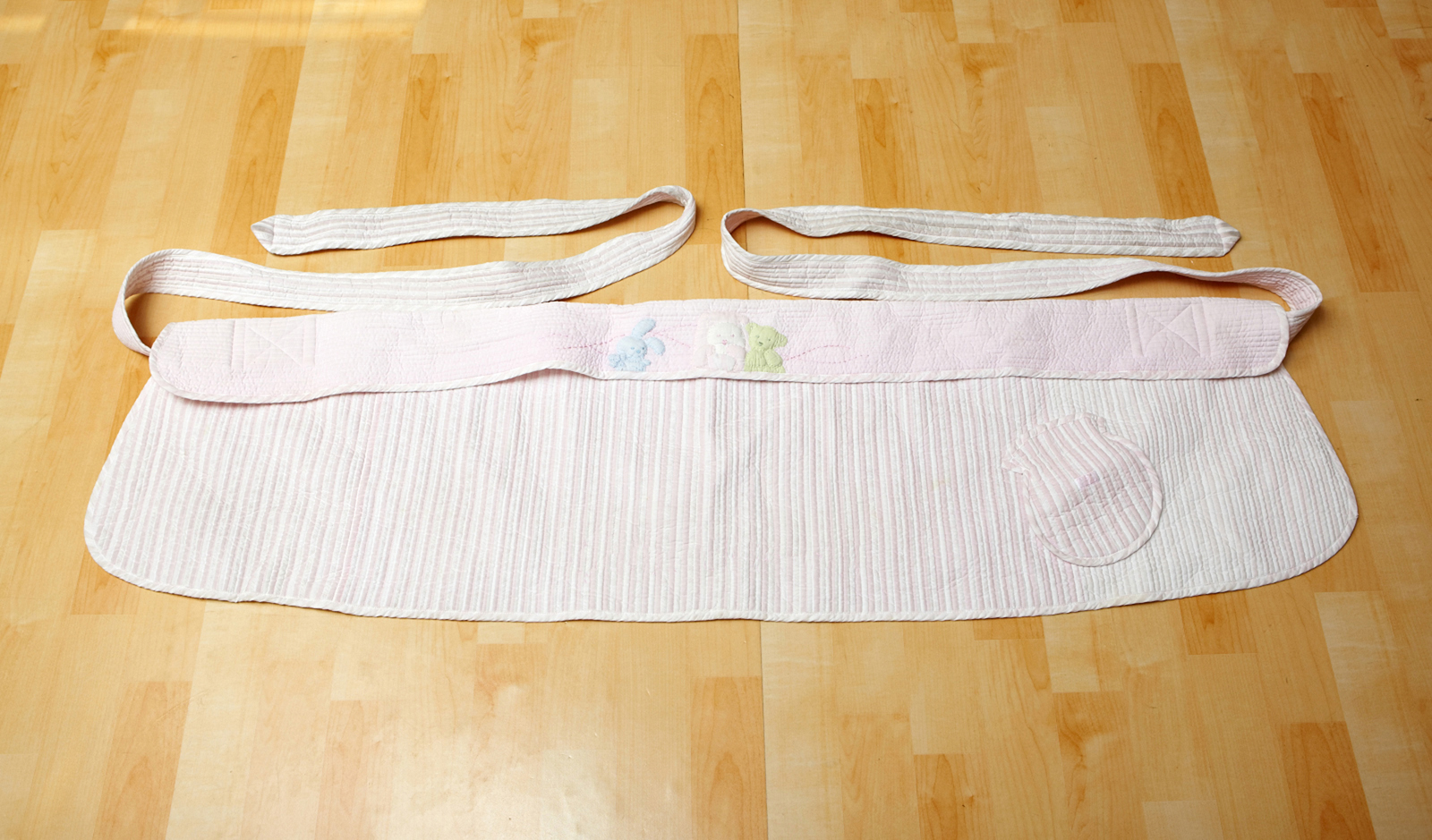
포대기

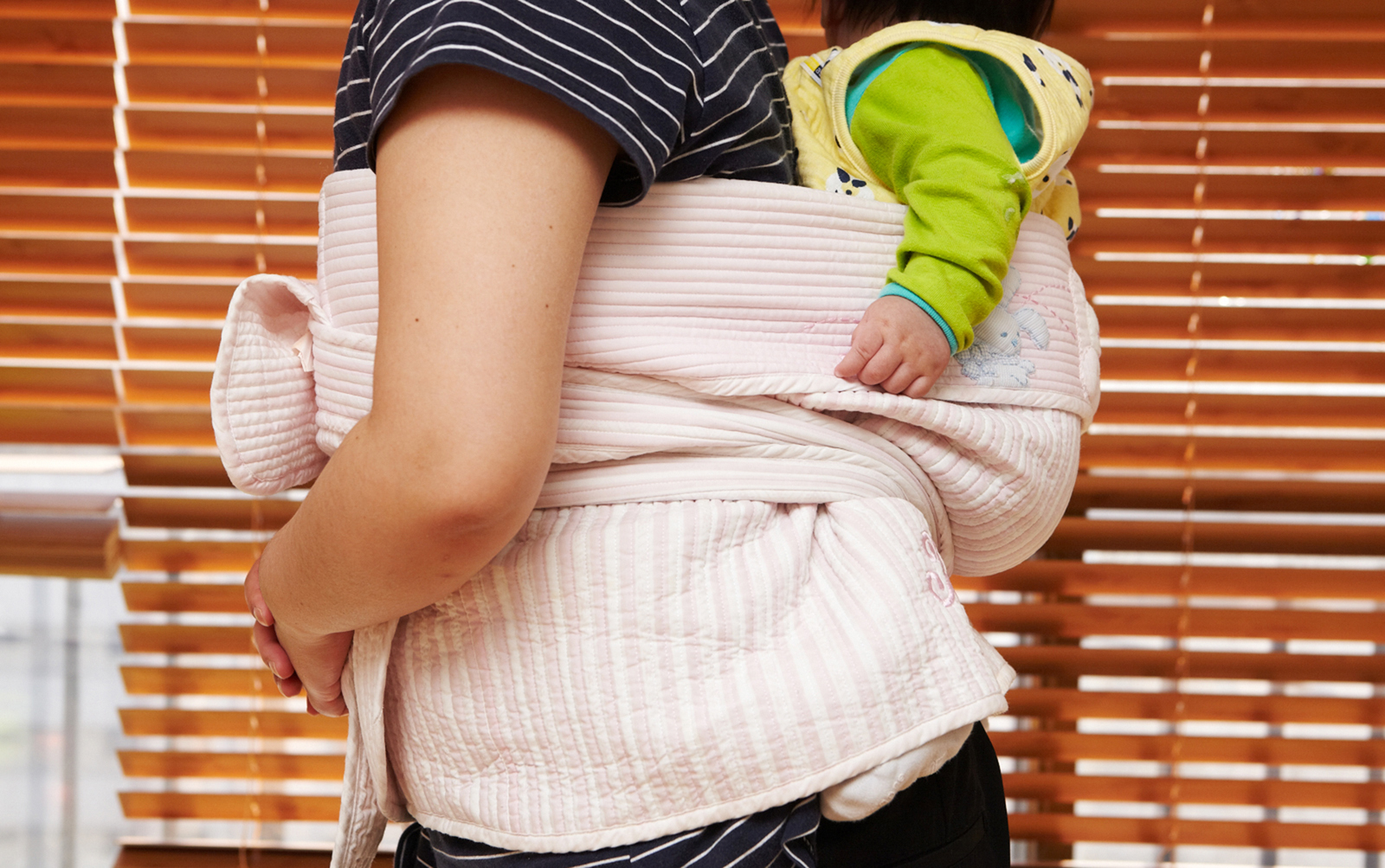
포대기로 아기를 업은 모습

포대기는 한국 전통 스타일의 아기 운반용 도구로 긴 끈이 연결된 천을 이용해 엄마가 아기를 업을 수 있는 육아용품이다. 처네라고도 한다.

## 같이 보기
- 아기띠(baby sling)